# کازا میلا

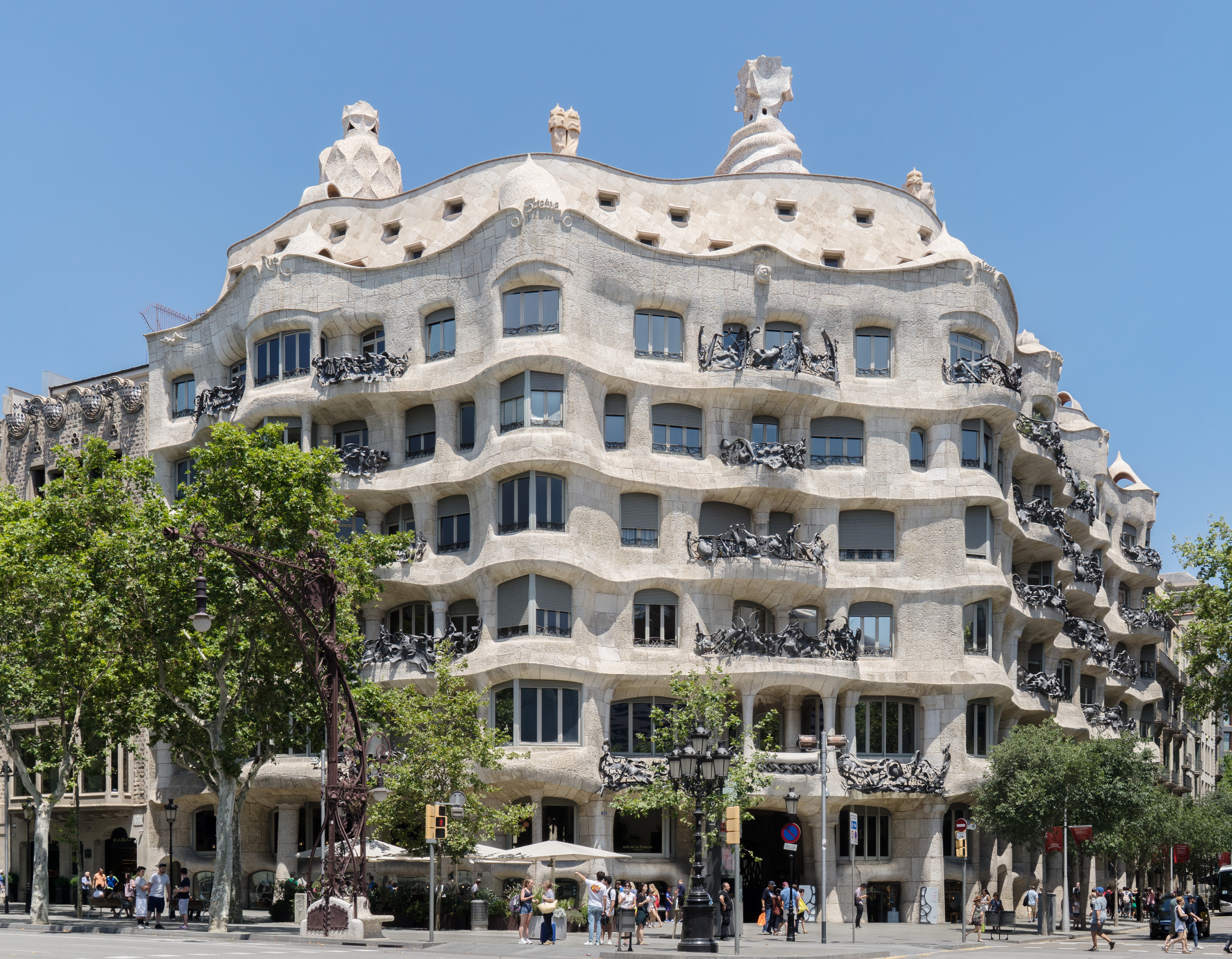
نگاره‌ای از ساختمان کازا میلا، از شناخته‌شده‌ترین آثار گائودی، معمار نامدار کاتالونیایی، در شهر بارسلون، اسپانیا.

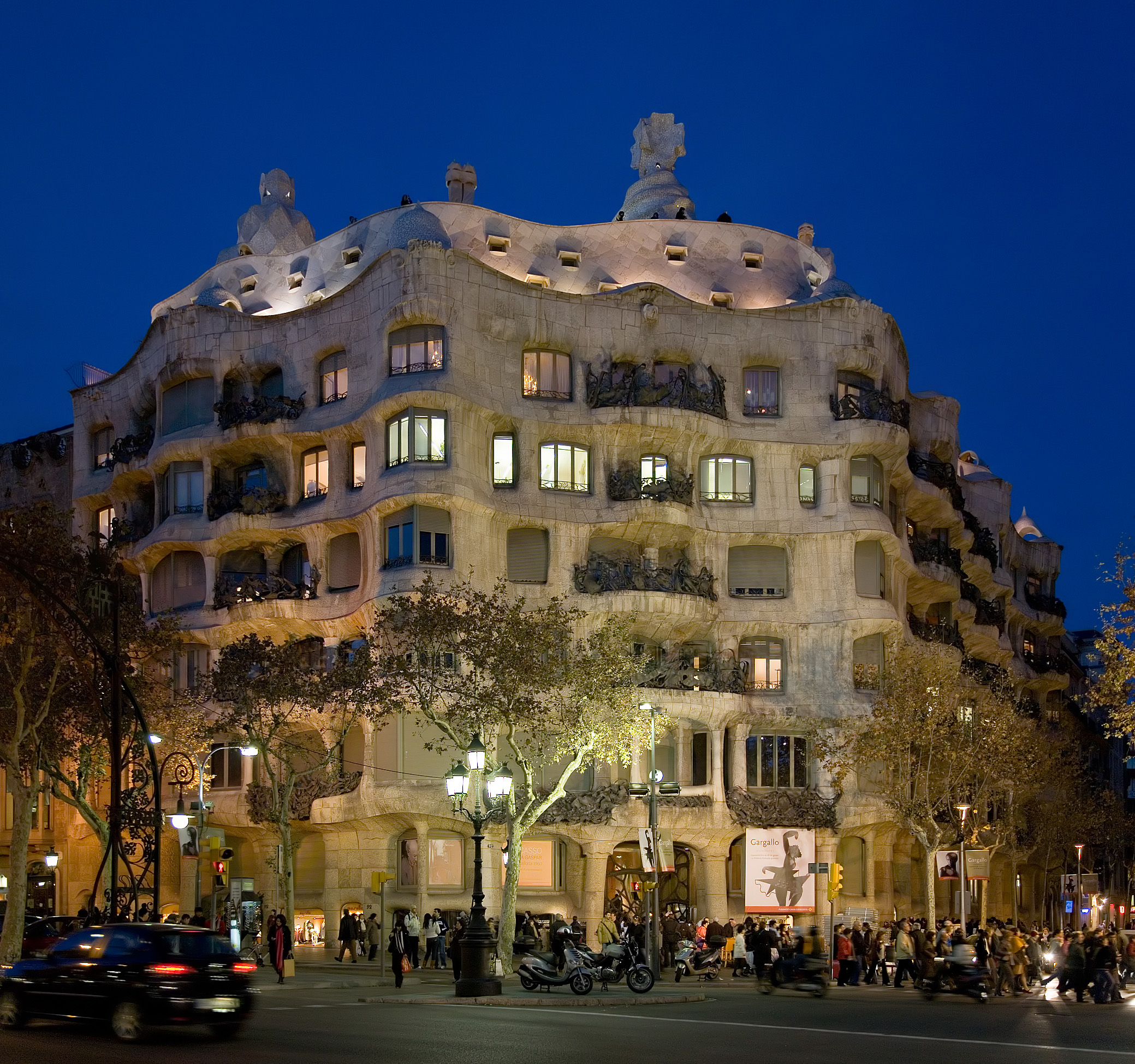
کازا میلا در شب.

کازا میلا (به اسپانیایی: Casa Milà)، همین‌طور شناخته‌شده با نام لا پدررا (La Pedrera) (واژهٔ کاتالان برای معدن سنگ)، ساختمانی است که توسط آنتونی گائودی، معمار نامدار کاتالونیایی، در شهر بارسلون در کشور اسپانیا ساخته شده‌است. ساخت کازا از ۱۹۰۵ آغاز و تا ۱۹۱۰ به طول انجامید و رسماً در سال ۱۹۱۲ از آن رونمایی شد. این ساختمان یکی از آثار گائودی در فهرست میراث جهانی یونسکو است.
بسیاری، کازا میلا را موفق‌ترین ساختهٔ غیرمذهبی گائودی می‌دانند. خود گائودی، آن را «لایه‌ای از سنگ که گل‌ها و گیاهان روندهٔ بالکن‌هایش به آن غنا بخشیده‌اند و همواره رنگ آن را تغییر می‌دهند» توصیف کرده‌است. زیبایی و بدعت کازا میلا، نه‌تنها در نمای ساختمان، که در اتاق‌ها و پاسیوهای آن نیز به‌چشم می‌آیند. دودکش‌ها و مجسمه‌های متعدد روی تراس ساختمان هم از جاذبه‌های گردشگری شهر بارسلون است.

## نگارخانه

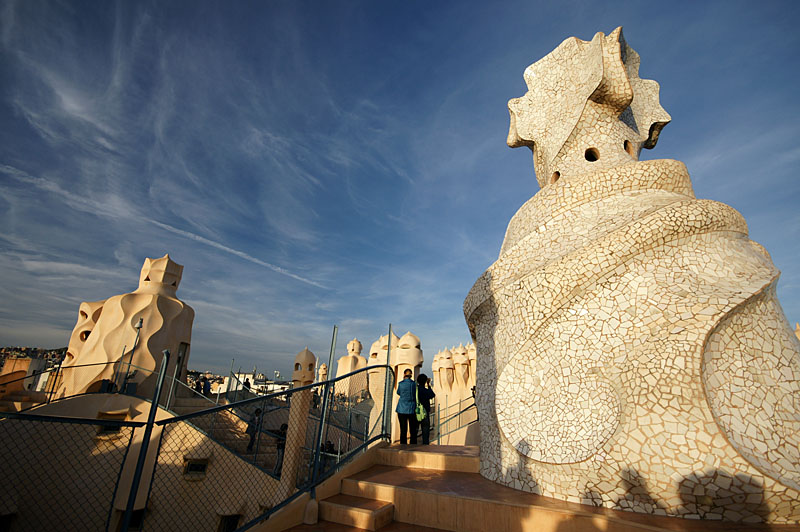
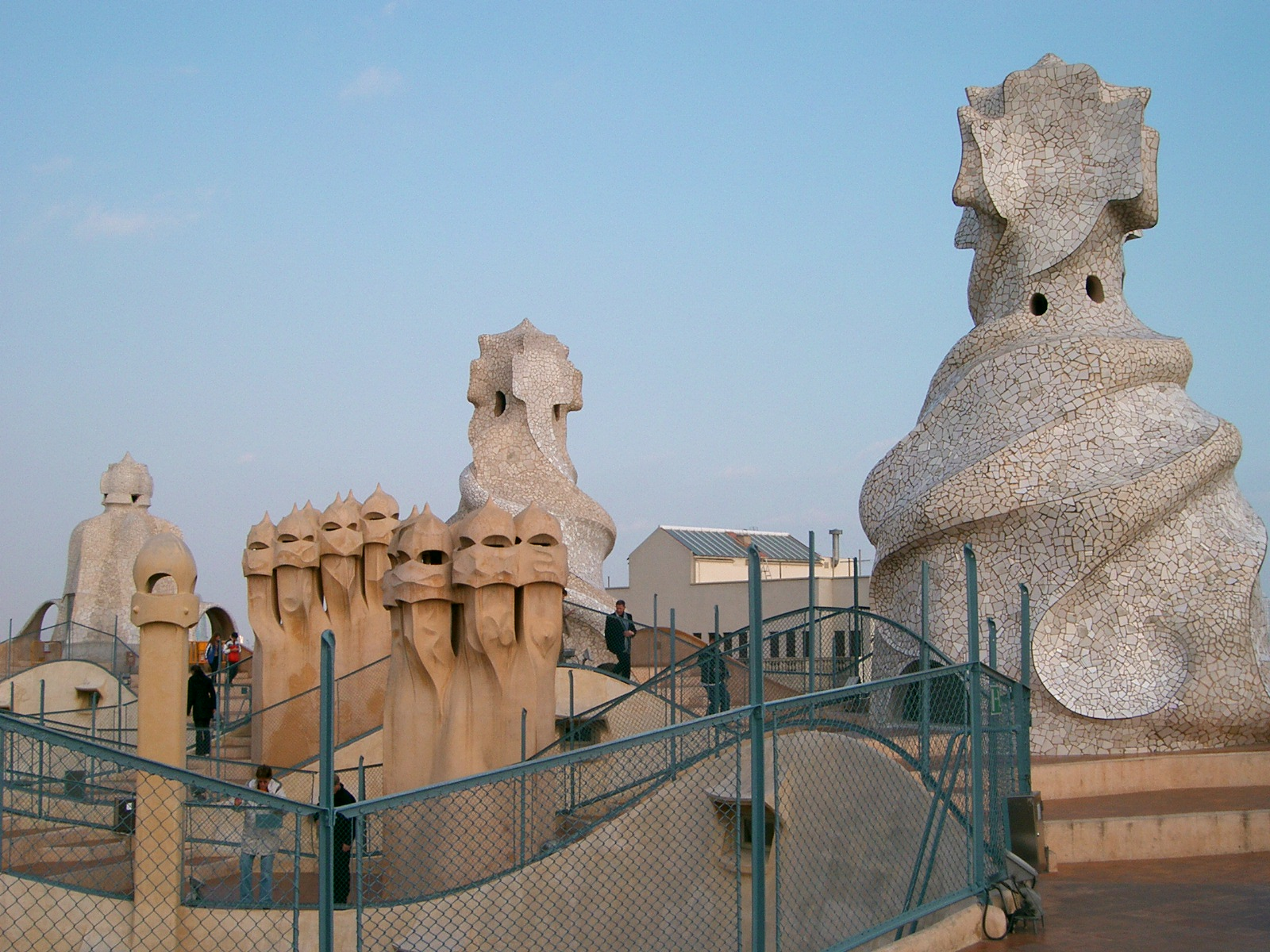
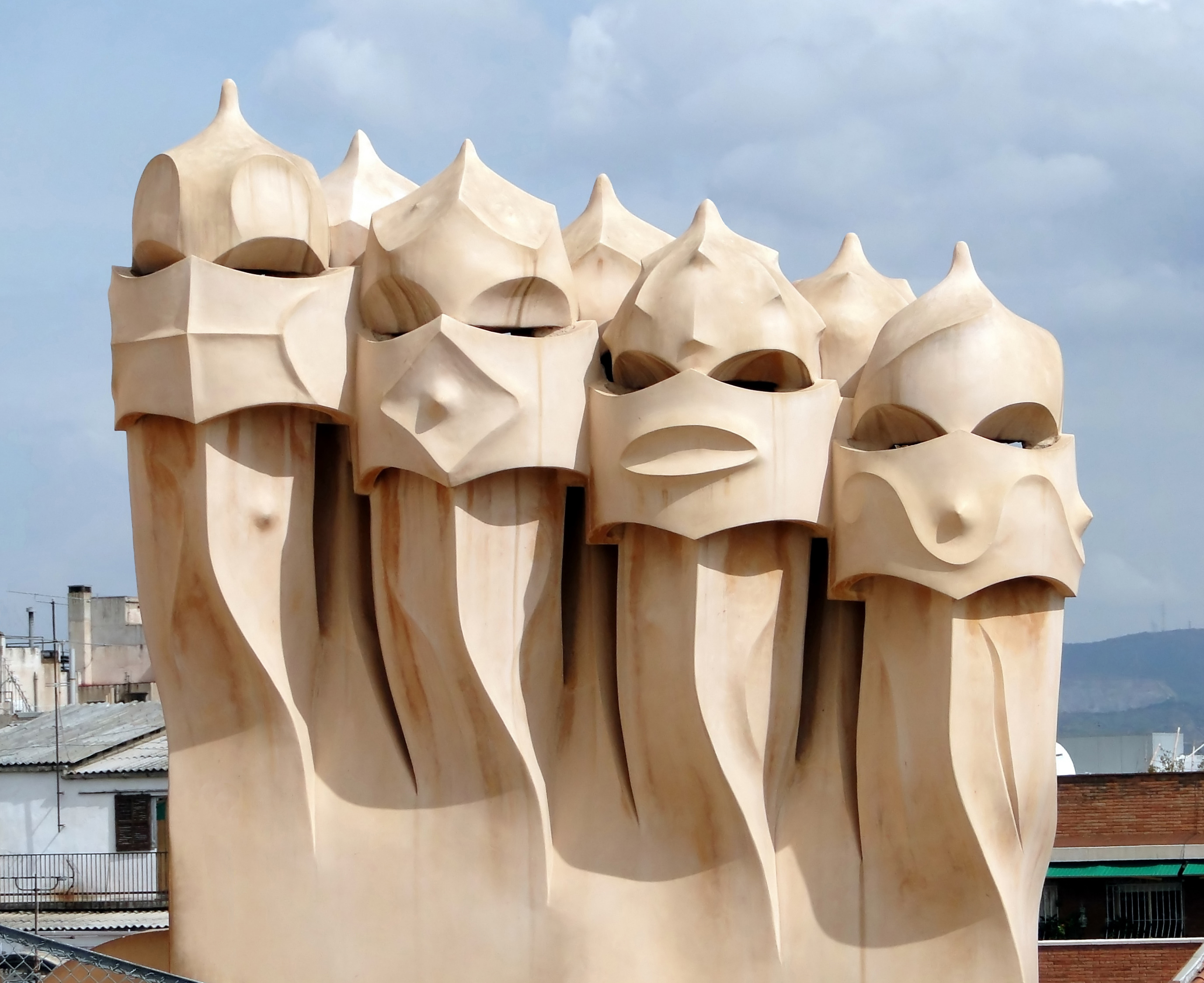
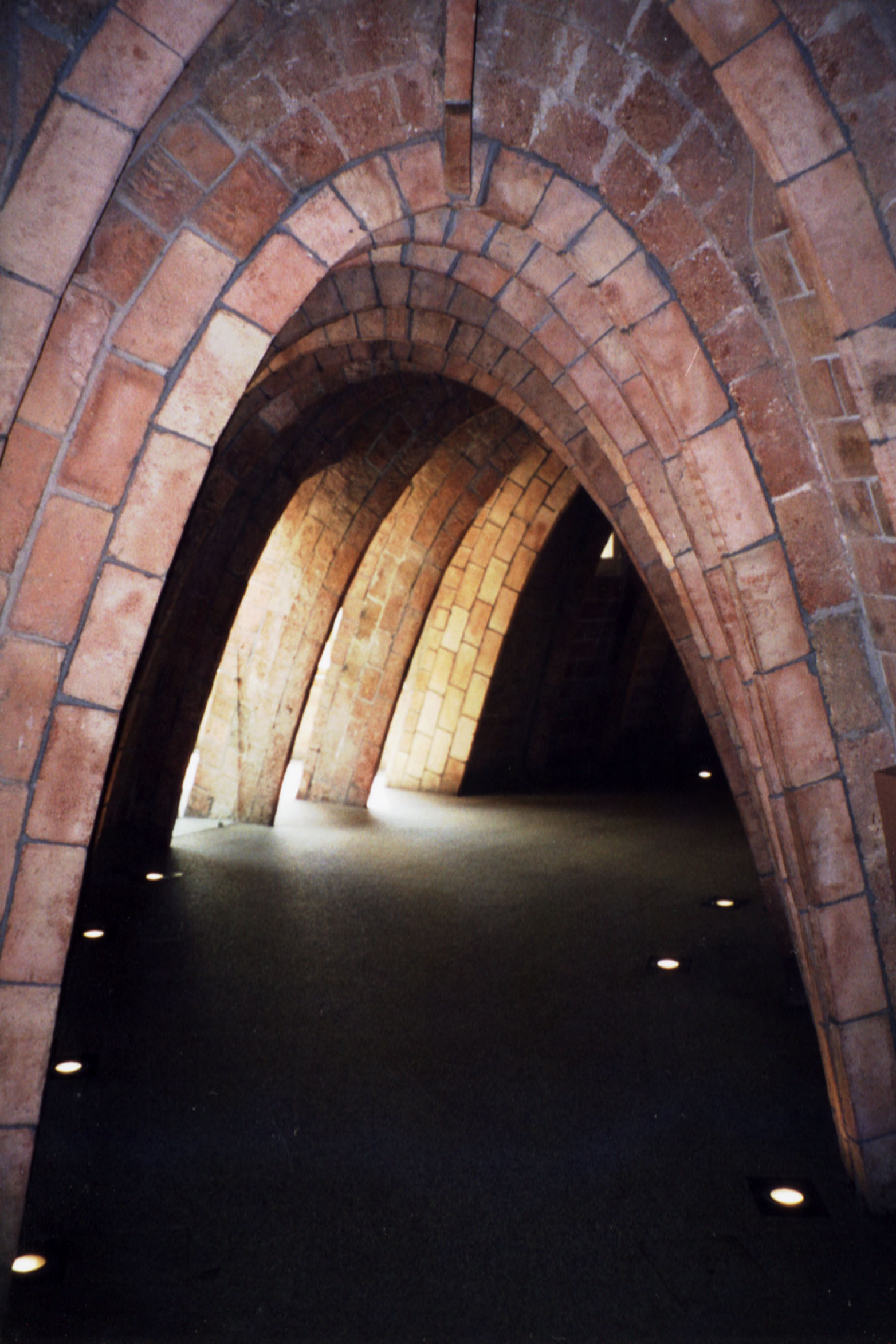
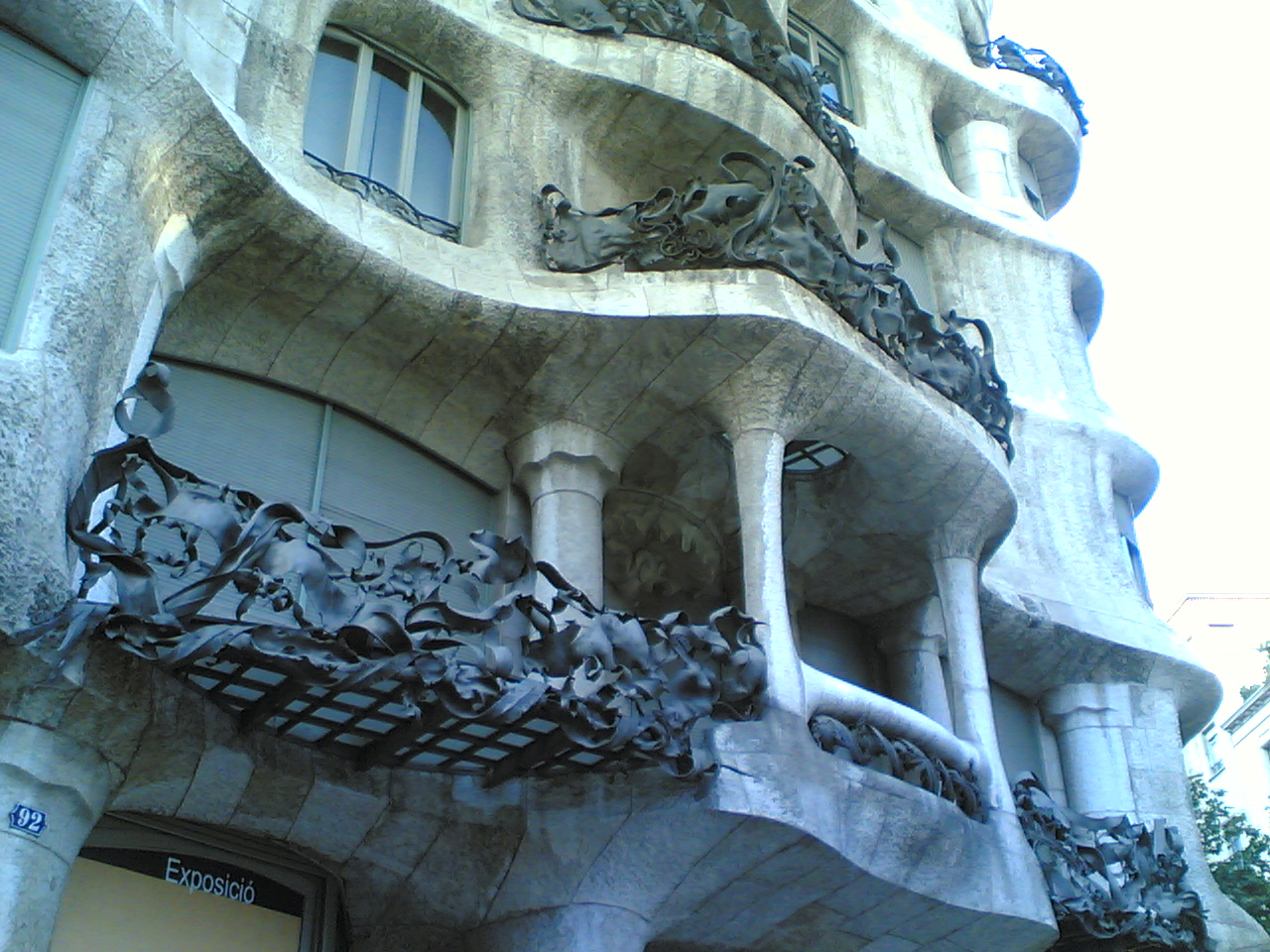